# 新莊港
新莊港是清治台灣時期由康熙帝於1694年設立於新莊鎮，今已消失，大略位於新莊慈祐宮前的利濟街至利濟橫移門。

## 概況
老一輩的人們俗稱為舊港，而新港即為淡水港。由此延綿不絕的大稻埕河運讓許多大船可便於停放，商賈聚集曾盛極一時，擁有「千帆林立新莊港，市肆聚千家燈火」之美譽。嘉慶年間，因泥沙淤積，航道不定，而停止了河運，港口地位則被艋舺所取代。如今一些老新莊人會稱淡水河為港，稱河岸為港墘仔。
在當時，與清朝社船交易往來方便，又正處台北湖潮汐中點，儼然使新莊鎮成為經濟中心。利濟橫移門是一疏洪水門，而其誕生則見證了一府‧二鹿‧三新莊的美名。